# Wolford

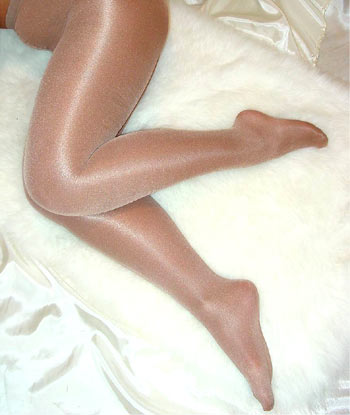
Kvinna iförd strumpbyxor

Wolford är ett österrikiskt företag som tillverkar damstrumpor och strumpbyxor men även herrstrumpor sedan några år. Herrstrumporna säljs bara i deras egna butiker.
Wolford grundades av industrimannen Reinhold Wolff och detaljhandelsentreprenören Walter Palmers och registrerades som varumärke 1950. Detta var tiden då perlonet uppfanns. Det unga företaget lanserade 1954 de första perlonstrumporna utan söm och blev kända som pionjärer för tillverkning av damstrumpor.
Strumpor utan söm följdes av oräkneliga uppfinningar, såsom strumpor med justerbart strumpeband (1968); de första strumpbyxorna med låg midjeskärning som kunde bäras med lågt skurna byxor och korta toppar (så kallade hipsters, 1970), de första springsäkra tightsen ("Luxor", 1975) och de första snygga stödtightsen ("Miss Wolford", 1977).
Wolford hade redan utökat sitt sortiment av trikåvaror under 1970- och 1980-talen, då man även började tillverka aerobicskläder. På 1990-talet lanserade företaget sina berömda "bodies" utan sömmar och helt sömlösa tights som skapade sensation.

## Bilder

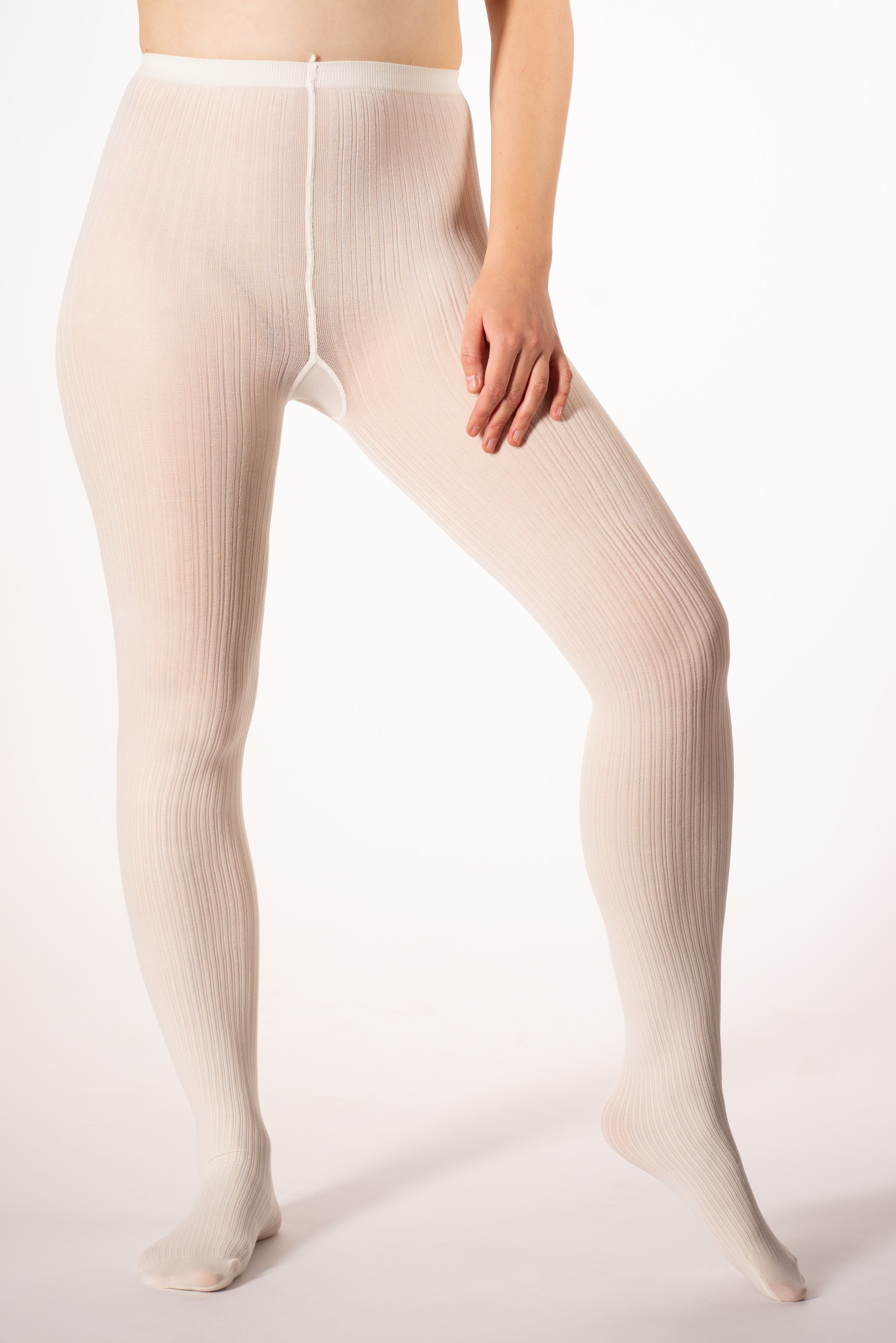
Strumpbyxor från Wolford.
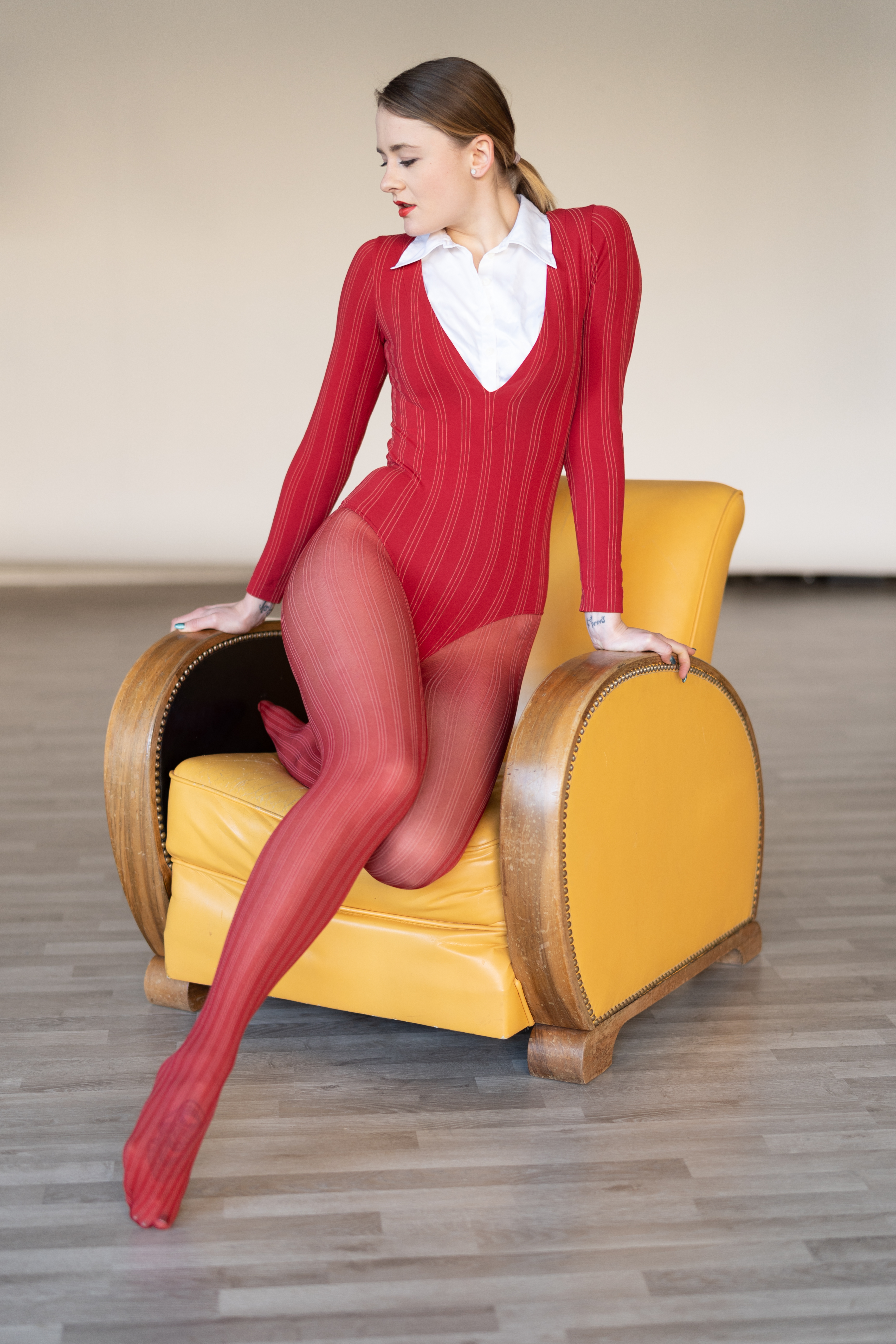
Strumpbyxor från Wolford.